# Нельсон, Кирстен
Ки́рстен Не́льсон (англ. Kirsten Nelson, род. 3 октября 1970, Инид, Оклахома) — американская актриса. Родилась в Иниде в штате Оклахома, но выросла в Чикаго в штате Иллинойс. Нельсон училась в Северо-Западном университете и стала одним из основателей дорожного театрального ансамбля Чикаго театра до переезда в Лос-Анджелес. В настоящее время играет роль шефа Карен Вик отдела полиции в Санта-Барбаре в телевизионном сериале «Ясновидец». Нельсон также играла в фильмах и сериалах, таких как «Баффи — истребительница вампиров», Младенец на прогулке, или Ползком от гангстеров, «Беглец», «Фрейзер», «Элли Макбил», «Западное крыло», «Журнал мод» и «Парень познаёт мир».
В 1995 году вышла замуж, у неё есть сын и дочь.

## Фильмография
| Год     | Название на русском                             | Название на английском   | Роль                         |
| ------- | ----------------------------------------------- | ------------------------ | ---------------------------- |
| 1993    | Беглец                                          | The Fugitive             | Бетти                        |
| 1994    | Неприкасаемые                                   | The Untouchables         | Дэйзи                        |
| 1994    | Младенец на прогулке, или Ползком от гангстеров | Baby’s Day Out           | женщина в парке              |
| 1996    | Нед и Стейси                                    | Ned and Stacey           | жена                         |
| 1997    |                                                 | Three Women of Pain      | Лейни                        |
| 1997    | Практика                                        | The Practice             | Джуди Бёрк                   |
| 1999    | Смат                                            | Smut                     | миссис Маплеторп             |
| 1999    | Притворщик                                      | The Pretender            | агент Бет Свик               |
| 1999    | Парень познаёт мир                              | Boy Meets World          | Джессика                     |
| 1999    | Спасибо                                         | Thanks                   | Полли Уинторп                |
| N/A     | Золотые крылья Пенсаколы                        | Pensacola: Wings of Gold | сержант Кэрол Дэвис/Дэвидсон |
| N/A     | Журнал мод                                      | Just Shoot Me!           | Хелен                        |
| N/A     | Западное крыло                                  | The West Wing            | молодая Долорес Лэндингэм    |
| 2002    | Баффи — истребительница вампиров                | Buffy the Vampire Slayer | Лоррейн Росс                 |
| N/A     | Провиденс                                       | Providence               | Ким                          |
| N/A     | Элли Макбил                                     | Ally McBeal              | Конни Декамбис               |
| 2003    | O’Кифы                                          | The O’Keefes             | Элли O’Киф                   |
| 2004    | Воровство                                       | Larceny                  | Делла                        |
| N/A     | Фрейзер                                         | Frasier                  | Элли                         |
| 2004    | Застрявшие в захолустье                         | Stuck in the Suburbs     | Сьюзан Аронс                 |
| 2005    | Без следа                                       | Without a Trace          | мисс Макферсон               |
| 2005    | Малкольм в центре внимания                      | Malcolm in the Middle    | Джейни                       |
| 2005    | Любовь вдовца                                   | Everwood                 | Элли Билз                    |
| 2005    | Война миров                                     | War of the Worlds        | бизнесвумен                  |
| 2005    | Миссис Харрис                                   | Mrs. Harris              | TВ репортер                  |
| 2006-14 | Ясновидец                                       | Psych                    | шеф полиции Карен Вик        |
| 2012    | Морская полиция: Спецотдел                      | NCIS                     | Бет Бэнкс                    |
| 2012    | Хранилище 13                                    | Warehouse 13             | Джуди Гилтой                 |
| 2014    | Святой Джордж                                   | Saint George             | директор Слоан               |
| 2017    | Ясновидец: Фильм                                | Psych: The Movie         | шеф полиции Карен Вик        |